# Jean Caudron
Jean Caudron (?, 15 november 1895 – ?, 23 januari 1963) was een Belgisch voetballer die speelde als doelman. Hij voetbalde in Eerste klasse bij RSC Anderlecht en speelde 19 interlands voor het Belgisch voetbalelftal. Kenmerkend voor Caudron waren zijn spectaculaire zweefsprongen.

## Loopbaan
Caudron debuteerde in 1921 als doelman in het eerste elftal van RSC Anderlecht, dat op dat moment nog in Tweede klasse speelde, en verwierf er al spoedig een basisplaats. In 1921 promoveerde Anderlecht naar Eerste klasse. Caudron bleef tot in 1932 spelen bij de ploeg die in die periode nog driemaal een jaartje in Tweede klasse doorbracht maar telkens terug kon promoveren (in 1924 werd Anderlecht kampioen en in 1927 en 1929 werd de ploeg tweede in Tweede klasse). In totaal speelde Caudron 153 wedstrijden in Eerste klasse, en 82 in tweede klasse.
Tussen 1924 en 1928 speelde Caudron 19 wedstrijden met het Belgisch voetbalelftal. In die periode was Jan De Bie van Racing Club Brussel de titularis van de nationale ploeg maar Caudron wist hem tijdelijk te verdringen naar de invallersbank. Op de Olympische Zomerspelen 1928 in Amsterdam speelde Caudron één wedstrijd, De Bie speelde de andere twee wedstrijden.
Jean Caudron is niet geboren in Luik en eveneens niet in Anderlecht of Brussel, waarom een aantal internationals een verkeerde geboorteplaats hebben is tot hiertoe nog niet geweten.